# Ермолович, Александр Игоревич
Александр Игоревич Ермолович (род. 17 мая 1989, СССР) — российский профессиональный баскетболист, играющий на позиции лёгкого форварда.

## Карьера
Ермолович является воспитанником ярославской школы баскетбола. В составе «Буревестника» на любительском уровне 3 раза становился победителем первенства Первой лиги ЦФО, а в 2013 году бронзовым призером финального этапа Первой лиги.
В сезоне 2016/2017 в составе ярославской команды «Два слона» стал бронзовым призером МЛБЛ, а в составе «Буревестник-Ярклимат» занял 3 место в первенстве ЦФО.
В июне 2017 года Ермолович подписал первый профессиональный контракт с «Буревестником». В 44 матчах команды Александр набирал 2,7 очка и 2,9 подбора, став чемпионом Суперлиги-2.
В сезоне 2018/2019, ставшим дебютным для «Буревестника» в Суперлиге-1, Ермолович принял участие в 15 матчах и отметился статистикой в 1,5 очка, 1,6 подбора и 0,7 передачи.
Сезон 2019/2020 стал лучшим для Ермоловича в профессиональной карьере. Александр принял участие в 30 матчах, в 18 из которых выходил в стартовой пятерке. Его средняя статистика составила 6,1 очка, 4,7 подбора, 1,6 передачи и 0,8 перехвата.
Перед началом сезона 2020/2021 Ермолович был выбран капитаном «Буревестника».
Летом 2022 года Ермолович стал игроком «Зенита-2».

## Личная жизнь
В семье Александра Ермоловича и его жены Дарьи есть две дочери — София (2017 г.р.) и Маргарита (2020 г.р.).

## Достижения
- Чемпион Суперлиги-2 дивизион: 2017/2018